# گیت‌وی اسپیس‌پورت
گیت‌وی اسپیس پورت در سال ۲۰۱۲ به منظور ساخت اولین فضاپیمای چرخشی و هتل فضایی شکل گرفت. در ۱ ژانویه ۲۰۲۲، نام بنیاد گیت‌وی به گیت‌وی اسپیس پورت ال ال سی (Gateway Spaceport LLC) تغییر یافت.
طرح آنها برای توسعه این فرودگاه فضایی، شامل توسعه یک صنعت ساخت و ساز فضایی قوی، اولین ایستگاه فضایی گرانش مصنوعی و در نهایت ایجاد دروازه شهری در فضا با یک فرودگاه فضایی است.

## گیت‌وی اسپیس‌پورت
طراحی گیت‌وی اسپیس‌پورت تا حدی از ایده‌های ورنر فون براون، که در زمینه پروازهای فضایی انسان پیشگام بود، الهام گرفته شده‌است. این طرح به منظور ارتباط مردم از سراسر جهان طراحی شده‌است، بنابراین ما می‌توانیم این را اولین قدم برای قرار گرفتن در نقطه‌ای بین فضاپیماهای زمین و ایستگاه‌های فضایی دیگر، ماه و سیارات بیرونی به حساب بیاوریم.

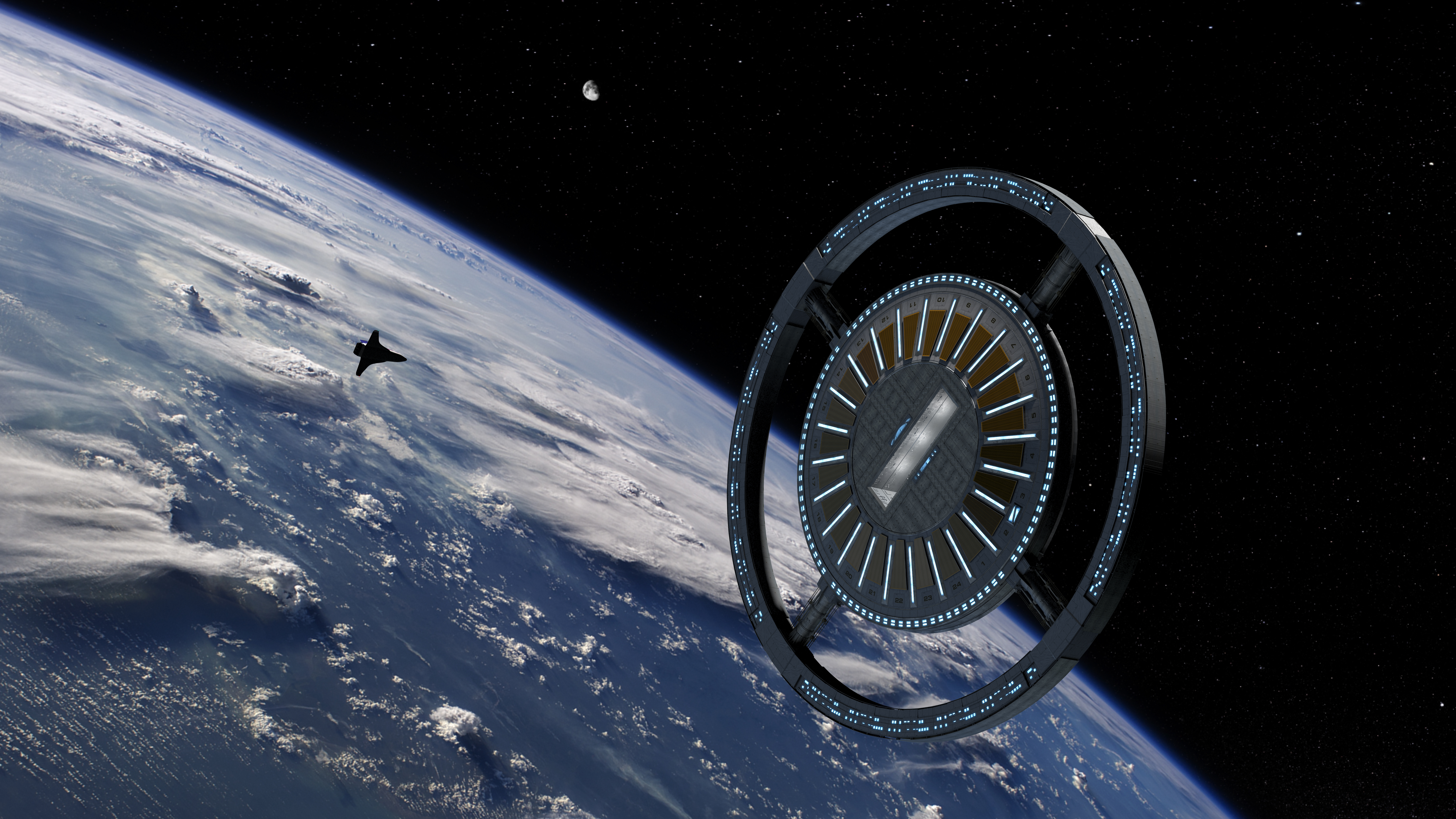
فرودگاه فضایی دروازه